# جیمز فوستر
جیمز فوستر (انگلیسی: James Foster; ۱۳ سپتامبر ۱۹۰۵ – ۴ ژانویهٔ ۱۹۶۹) بازیکن هاکی روی یخ اهل کانادا بود.